# Connexion by Boeing
Connexion by Boeing（コネクション・バイ・ボーイング）はボーイング社のインターネットサービス部門または航空機内インターネット接続サービスの名称である。現在、サービスはされていない。

## 機内インターネット
機体に取り付けられたアンテナによる衛星回線もしくは地上回線との接続を介し、機内にパソコンタブレット端末を持ち込んでネットを閲覧することができるというもの。通信速度もブロードバンドもしくはISDN並だという。
日本航空、全日本空輸、ルフトハンザドイツ航空、シンガポール航空、スカンジナビア航空、などが導入・サービス提供をしていた。しかし、ビジネスの要である米大手航空会社が採用しなかったこともあり、2006年までの利用は予想を下回り、ボーイングは「Connexion By Boeing」の業務拡大を停止するとともに、同事業の売却を検討していることを明らかにした。結局売却も行わず、2006年12月29日をもってサービスを終了した。その後、独自システムで同種のサービスを安価に提供できるとする競合会社が、2008年よりアメリカン航空などで機内インターネットのサービスを始めている。

## 料金
フライト単位
- $14.95（3時間未満の短距離フライト）
- $19.95（3～6時間の中距離フライト）
- $29.95（6時間以上の長距離フライト）

分単位
初期料金で30分間インターネットにアクセスが可能。30分を超えて利用する場合は、1分当たり$0.25の追加料金が必要。
- $7.95（3時間未満の短距離フライトでの初期料金）
- $9.95（3時間以上の中・長距離フライトでの初期料金）

支払方法
- クレジットカードでの支払い
- プロバイダのローミングサービスを利用しての支払い

航空会社によっては、マイレージも利用可能。

## サービス提供航空会社
JAL（日本航空インターナショナル）
- 成田⇔ロンドン
- 成田⇔ニューヨーク（JFK）
- 成田⇔シンガポール

ANA（全日本空輸）サービス名：ANA@Air
- 成田⇔パリ（一部の便でのサービス）
- 成田⇔ニューヨーク
- 成田⇔ロサンゼルス

Lufthansa（ルフトハンザドイツ航空）
- フランクフルト⇔サンパウロ⇔サンティアゴ（チリ）
- フランクフルト⇔ソウル特別市
- フランクフルト⇔ニューヨーク（JFK）
- フランクフルト⇔大阪
- フランクフルト⇔デトロイト
- フランクフルト⇔デンバー
- フランクフルト⇔ワシントンD.C.
- フランクフルト⇔リヤド⇔アブダビ
- フランクフルト⇔ワルシャワ
- フランクフルト⇔ポート・ハーコート⇔アブジャ
- フランクフルト⇔名古屋
- フランクフルト⇔ラゴス⇔アクラ
- フランクフルト⇔クウェート⇔ダンマーム
- フランクフルト⇔カイロ⇔サナア
- フランクフルト⇔カイロ⇔ハルツーム
- フランクフルト⇔広州⇔マニラ
- ミュンヘン⇔デリー
- ミュンヘン⇔ニューヨーク（JFK）
- ミュンヘン⇔バンコク⇔クアラルンプール
- ミュンヘン⇔バンコク⇔ホーチミン市（サイゴン）
- ミュンヘン⇔上海
- ミュンヘン⇔香港
- ミュンヘン⇔サンフランシスコ
- ミュンヘン⇔シカゴ
- ミュンヘン⇔シャーロット
- ミュンヘン⇔テヘラン
- ミュンヘン⇔ロサンゼルス
- ミュンヘン⇔成田
- ミュンヘン⇔ワシントンD.C.
- ミュンヘン⇔ボストン

SAS（スカンジナビア航空）
- コペンハーゲン⇔シアトル
- コペンハーゲン⇔シカゴ
- コペンハーゲン⇔ニューアーク
- コペンハーゲン⇔バンコク
- コペンハーゲン⇔ワシントンD.C.
- コペンハーゲン⇔北京
- コペンハーゲン⇔成田

SIA（シンガポール航空）
- シンガポール⇔ロンドン
- シンガポール⇔フランクフルト⇔ニューヨーク(JFK)
- シンガポール⇔シドニー
- シンガポール⇔東京（SQ997/998）
- シンガポール⇔東京⇔ロサンゼルス
- シンガポール⇔香港（SQ865/868）
- シンガポール⇔香港⇔サンフランシスコ

## サービス提供予定航空会社
- KOREAN AIR（大韓航空）
- ASIANA AIRLINES（アシアナ航空）
- CHINA AIRLINES（チャイナエアライン）
- ELAL（エルアル・イスラエル航空）

## ローミング会社
- BONIGO WIRELESS
- 中華電信
- FIBERLINK
- GoRemote
- infonet MOBILEXPERESS
- iPass
- ホットスポット（運営：NTTコミュニケーションズ）
- DoCoMo Wireless LAN Service（運営：NTTドコモ）
- RoberRabbit
- SingTel
- StarHub
- HomeRun